# کبک بربری
کبک بربری (نام علمی: Alectoris barbara) نام یک گونه از سرده کبک‌های صخره است که بومی آفریقای شمالی و جبل طارق می‌باشد ولی به اروپا نیز برده شده است. این کبک از حشرات و دانه‌های متنوعی تغذیه می‌کند.